# Amphiongia ochreomarginata
Amphiongia ochreomarginata là một loài bướm đêm trong họ Erebidae.